# Grandidierella nottoni
Grandidierella nottoni is een vlokreeftensoort uit de familie van de Aoridae. De wetenschappelijke naam van de soort is voor het eerst geldig gepubliceerd in 1935 door Clarence Raymond Shoemaker.